# Nina Pohl

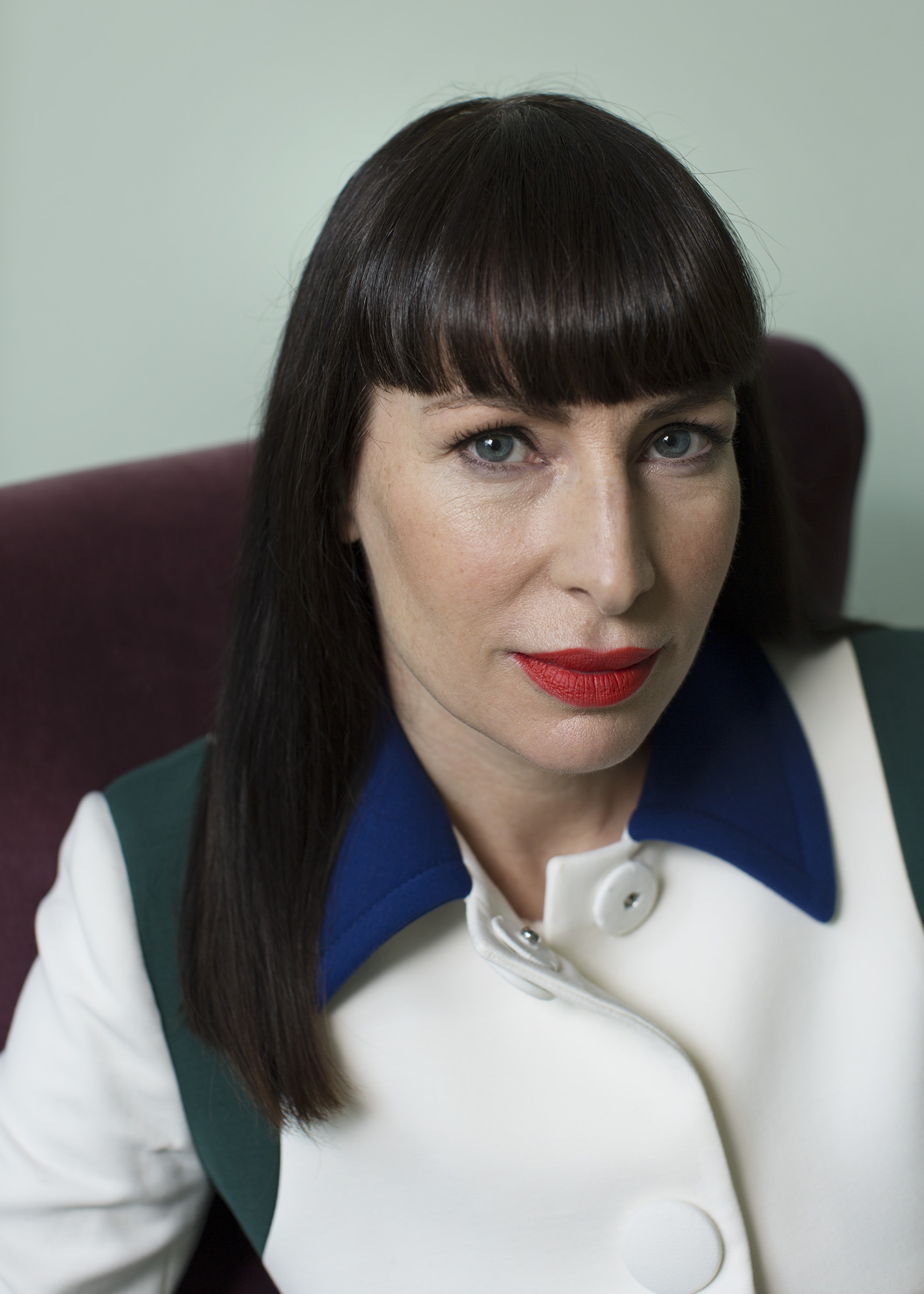
Nina Pohl fotografiert von Oliver Mark, Berlin 2011

Nina Pohl (* 1968 in Berlin) ist eine deutsche Künstlerin und Kuratorin.

## Leben
Pohl studierte von 1987 bis 1992 Fotografie und Film an der Folkwang Hochschule in Essen. Sie gehört zu den wichtigen Vertreterinnen der aktuellen Fotokunst. Seit 2002 betreibt sie den Schinkel Pavillon in Berlin, wo sie auch regelmäßige Ausstellungen kuratiert.
Von 1995 bis 2007 war sie mit dem Fotografen Andreas Gursky verheiratet. Pohl lebt und arbeitet in Berlin.

## Werk
Bezeichnend für Pohls künstlerische Praxis ist die Konfrontation der klassischen Malerei mit dem Medium der Fotografie. Im Zentrum von Pohls Interesse stehen das visuelle „Abtasten“ der physischen Beschaffenheit von Gemälden und eine ästhetische Umdeutung durch deren fotografische Reproduktion. Die Künstlerin verfolgt in ihren großformatigen Fotografien die Strategie der subversiven Schönheit: Fotografien, „welche die Natur und die Kunstgeschichte im Sinne einer scheinbar romantischen Innerlichkeit überhöhen und sie gleichzeitig als Ort entfremdeter Inszenierung beschreiben“. Nina Pohl stellt in ihren Werkgruppen regelmäßig Sichtweisen auf überkommene fotografische Sujets in Frage, thematisiert das Konkurrenzverhältnis von Malerei und Fotografie, und erweitert auf diese Weise den fotografischen Kunstbegriff.

## Ausstellungen (Auswahl)
Einzelausstellungen
- 2005: Nina Pohl, Sprüth Magers Projekte
- 2006: Nina Pohl, Kunstverein Heilbronn
- 2007: Nina Pohl, Oldenburger Kunstverein
- 2008: Nina Pohl, Sprüth Magers Cologne
- 2008: Fotografien von Nina Pohl, Stadtmuseum Münster
- 2013: "Nina Pohl, New Paintings", Sprüth Magers Berlin

Gruppenausstellungen
- 2000: Das fünfte Element, Kunsthalle Düsseldorf
- 2001: heute bis jetzt. Zeitgenössische Fotografie aus Düsseldorf, Museum Kunst Palast, Düsseldorf
- 2002: Das letzte Tabu, Expo 02, Schweizerische Landesausstellung, Neuchatel
- 2004: Die graue Kammer, Gallery Kerstin Engholm, Wien
- 2006: Heile Welt, Kupferstichkabinett, Dresden
- 2007: Foto.Kunst – Zeitgenössische Fotografie aus der Sammlung ESSL, ESSL Museum, Klosterneuburg, Wien
- 2008: Looking Back, Mireille Mosler Ltd., New York
- 2009: Animal Kingdom, Schinkel Pavillon, Berlin
- 2009: Zeigen, Temporäre Kunsthalle, Berlin
- 2011: Melanchotopia, Witte de With, Rotterdam